# 精華町立精華南中学校
精華町立精華南中学校（せいかちょうりつ せいかみなみちゅうがっこう）は、京都府相楽郡精華町桜が丘二丁目にある公立中学校。全校生徒が150人ほどの小規模校である。精華南中学校区が包括するのは、山田荘小学校区のみであるため、全校生徒が少ない。

## 沿革
- 1988年4月 - 開校（精華町立精華中学校から分離）。
- 1997年4月1日 - 精華町立精華西中学校を分離し、校区変更。
- 2004年4月 - 2学期制を導入。

## 生徒数
2019年度の生徒数である。
- 1年-59名
- 2年-48名
- 3年-48名
- 計-156名

## 部活動
体育部
- 陸上部
- 野球部(他校と連合)
- サッカー部
- 女子バスケットボール部

文化部
- 国際交流部
- 吹奏楽部
- 美術部

## 卒業後の進路
- 2007年度は木津川市にある京都府立南陽高等学校・京田辺市にある京都府立田辺高等学校の進学者が半分を占めた。

## 周辺の施設
- 木津川市立木津第二中学校
- 京都府立南陽高等学校・附属中学校
- 精華町立山田荘小学校

## アクセス
- 国道163号乾谷西交差点から車で約5分
- 近畿日本鉄道山田川駅から徒歩30分

## 通学区域が隣接している学校
- 精華町立精華西中学校
- 木津川市立木津第二中学校
- 木津川市立木津中学校

以下は奈良県。
- 奈良市立ならやま小中学校
- 奈良市立登美ヶ丘北中学校
- 生駒市立鹿ノ台中学校